# József Sír
József Sír (ur. 28 kwietnia 1912 w Budapeszcie, zm. 22 września 1996 tamże) – węgierski lekkoatleta, sprinter, medalista mistrzostw Europy.
Na mistrzostwach Europy w 1934 w Turynie Sír zdobył trzy medale: srebrne w biegu na 200 metrów i w sztafecie 4 × 100 metrów (razem z nim biegli László Forgács, József Kovács i Gyula Gyenes) oraz brązowy w biegu na 100 metrów.
Sír wystąpił na igrzyskach olimpijskich w 1936 w Berlinie, gdzie odpadł w półfinale biegu na 100 metrów, w ćwierćfinale biegu na 200 metrów i w przedbiegach w sztafecie 4 × 100 metrów. Na mistrzostwach Europy w 1938 w Paryżu odpadł w półfinałach biegów na 100 metrów i na 200 metrów, a w sztafecie 4 × 100 metrów drużyna węgierska odpadła w eliminacjach.
Zwyciężył w biegach na 100 metrów i na 200 metrów na akademickich mistrzostwach świata w Budapeszcie w 1935, a na alternatywnych mistrzostwach akademickich w Wiedniu w 1939 zajął 1. miejsce w biegu na 100 metrów i 2. miejsce w biegu na 200 metrów.
Był mistrzem Węgier w biegu na 100 metrów w 1934, 1935 i 1939, w biegu na 200 metrów w 1934, 1935 i 1939, a także w sztafecie 4 × 100 metrów w latach 1934–1939, sztafecie 4 × 200 metrów w latach 1937–1939 i w 4 × 400 metrów w 1937 i 1939.
Ustanawiał rekordy Węgier doprowadzając je do następujących wyników:
- bieg na 100 metrów – 10,4 s (1 lipca 1934, Berlin)
- sztafeta 4 × 100 metrów – 41,2 s (16 września 1934, Budapeszt)

## Rekordy życiowe
- bieg na 100 metrów – 10,4 s (1934)
- bieg na 200 metrów – 21,4 s (1935)[1]

Był wujem László Hammerla, trzykrotnego medalisty olimpijskiego  w strzelectwie.